# Vârghiș
Vârghiș is een Roemeense gemeente in het district Covasna.
Vârghiș telt 1851 inwoners.